# Самац у браку (ТВ серија)
Самац у браку је српска телевизијска серија која је снимана 2013. у продукцији Кошутњак филма по мотивима истоименог романа Мир-Јам у режији Ивана Стефановића. По истом роману су снимана два филма 1991. Брод плови за Шангај и 2014. Кад љубав закасни.
Серија је премијерно емитована  2014. године на Првој српској телевизији. Од 2022. поново је приказује Нова.

## Радња
Радмило је адвокат који је годинама заљубљен у Љиљану. Иако је најпожељнији нежења у Паланци, свом малом граду, он одбија све брачне понуде, и жели да се ожени Љиљаном, која планира да се уда за Момчила, али он у последњем тренутку показује своје право лице и одбија да се ожени Љиљаном. Изнервирана и бесна због тога Љиљана се из ината удаје за Радмила иако није заљубљена у њега. Иако убрзо пожели да се разиђу, Радмило је моли да остане неко време док не смисли како да то прође без скандала, у њиховом месту, након чега њихов однос прераста у велику љубав и остају да живе заједно.

## Улоге
| Глумац                  | Улога                       |
| ----------------------- | --------------------------- |
| Милош Биковић           | Радмило Томић               |
| Бранкица Себастијановић | Љиљана Томић                |
| Весна Станојевић        | Тетка Стана Радмилова тетка |
| Никола Ранђеловић       | комшија Икa                 |
| Вања Милачић            | Икина мама                  |
| Слободан Ћустић         | Икин тата                   |
| Игор Первић             | Љиљанин тата                |
| Душанка Стојановић      | Јулија                      |
| Маријана Андрић         | Дара                        |
| Милена Васић Ражнатовић | Госпа Ленка-Дарина мама     |
| Јелисавета Караџић      | Марија, Татјанина другарица |
| Сунчица Милановић       | Маргита                     |
| Наташа Чуљковић         | Татјанина мајка             |
| Бојана Ковачевић        | Љиљанина мајка              |
| Предраг Смиљковић       | Татјанин тата               |
| Урош Јаковљевић         | Момчило                     |
| Јована Стојиљковић      | Татјана                     |
| Милена Живановић        | Јелка                       |
| Мило Лекић              | Воја Марковић               |
| Матија Живковић         | Пера                        |